# Dystrykt Saskatchewan

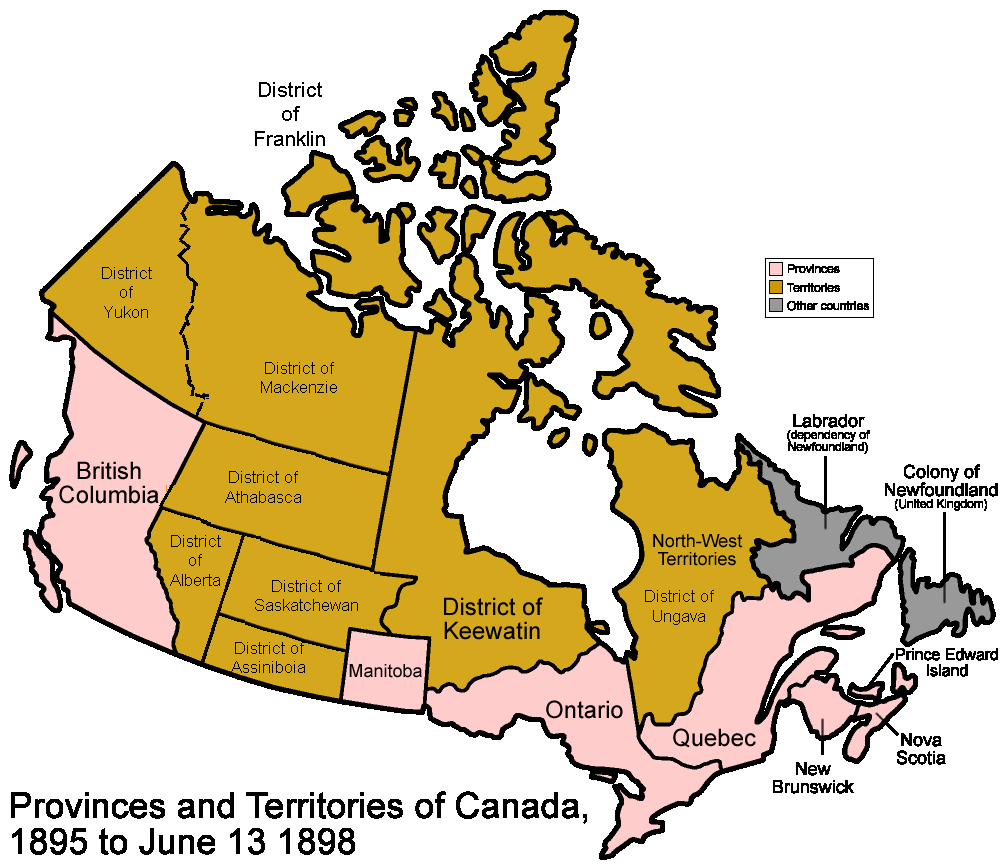
Podział administracyjny Kanady w 1885 roku

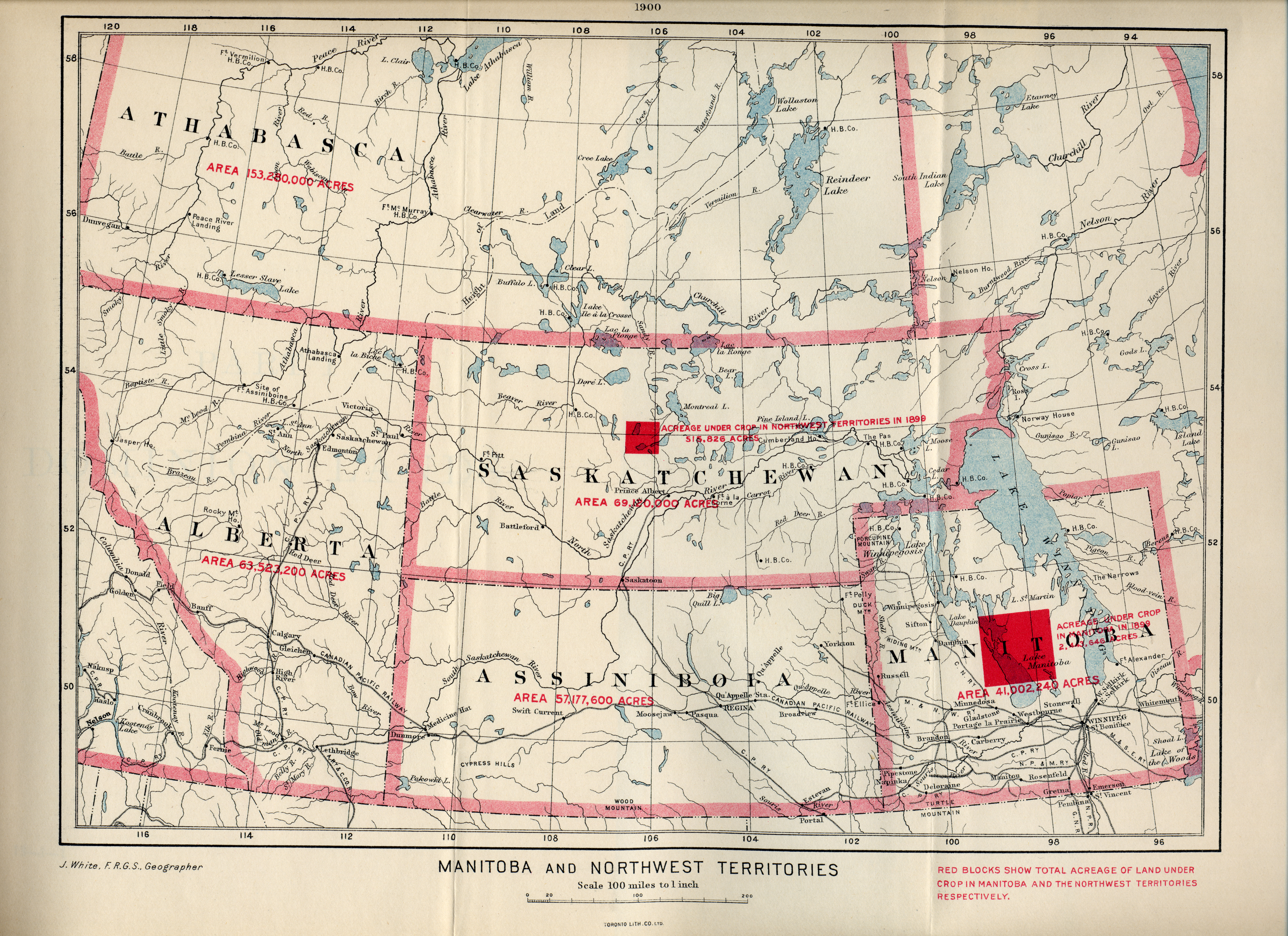
Mapa przedstawiająca m.in. Saskatchewan z 1900 roku

Dystrykt Saskatchewan (ang. District of Saskatchewan) – jednostka administracyjna funkcjonująca w latach 1882 – 1905 w obrębie dystryktu Terytoria Północno-Zachodnie w Kanadzie. Populacja w roku 1885 wynosiła 10 575 osób.
Dystrykt Saskatchewan graniczył od zachodu z Albertą, od północy z Athabaską, od południa z Assinboia (później podzielonym na część wschodnią i zachodnią), od południowego wschodu z Manitobą, a od wschodu z Keewatin.
Po likwidacji w 1905 roku większość terytorium dystryktu przypadła prowincji Saskatchewan. Część obszaru na zachodzie do Alberty, a na wschodzie do Manitoby.
Rebelia północno-zachodnia w 1885 miała miejsce na terenie Saskatchewan.
W dystrykcie mieściły się rezerwaty Kri, a także był on domem dla niewielkiej grupy Czipewejów, mieszkającej w okolicach Cold Lake.